# Il marxismo e la questione nazionale-coloniale
Il marxismo e la questione nazionale-coloniale (in russo Марксизм и национально-колониальный вопрос?, Marksism i nazional'no-kolonial'nyj vopros), opera teorica di Iosif Stalin, scritta nel 1934 e pubblicata per la prima volta nel 1935, dedicata alla questione nazionale-coloniale, nel Comitato Centrale del RCP(b). L'opera precedente è "Il marxismo e la questione nazionale", scritta nel 1913, che esamina e confuta le argomentazioni degli austromarxisti, fautori dell'autonomia nazionale-culturale.

## Contenuto
Parla dell'autonomia nazionale-culturale e critica la questione nazionale-coloniale del sistema capitalista dei Paesi dell'occidente.
Nell'edizione del 1937 include anche due articoli: estratti da un discorso sull'amicizia dei popoli dell'URSS e una parte del rapporto sul progetto di Costituzione dell'URSS del 1936, dedicata alle relazioni nazionali in Unione Sovietica.
L'opera è destinata agli storici, sociologi, scienziati politici, filosofi, studenti e dottorandi di specialità pertinenti, nonché a una vasta gamma di lettori interessati alla storia dell'URSS, alla ricerca di soluzioni ai problemi nazionali, alla teoria e alla storia del marxismo e del socialismo.

## Giudizi
Secondo il Partito Comunista di Grecia, quest'opera, insieme al libro precedente, di Stalin è uno dei più importanti libri marxisti sull'argomento nazionale e marxista.

## Critiche
Nel 1966, lo storico, filosofo ed etnologo sovietico e russo J.I. Semënov, nell'articolo "Dalla storia dello sviluppo teorico della questione nazionale di Vladimir Il'ič Lenin", pubblicato sulla rivista Popoli dell'Asia e dell'Africa, ha criticato quest'opera di Iosif Vissarionovič Stalin, mostrando che non è un'opera teorica, ma uno dei tanti opuscoli popolari pubblicati in quegli anni; non c'è un solo pensiero originale in esso; nella famosa definizione staliniana di nazione in quattro elementi, i primi tre tratti sono presi in prestito da Kautskij e il quarto da Otto Bauer; questa definizione è teoricamente del tutto insostenibile; parte del testo nell'opera di Stalin è un plagio tratto dalle opere di Karl Kautskij e Otto Bauer; Il lavoro contiene molte grossolane imprecisioni ed errori di fatto. Qualche tempo dopo la sua pubblicazione, Semënov apprese che la direzione del Dipartimento di Scienze del Comitato Centrale del PCUS aveva avanzato una proposta per l'inclusione obbligatoria di quest'opera di Stalin "nei curricula dei corsi di filosofia, comunismo scientifico e storia della festa." Tuttavia, "con grande difficoltà, gli oppositori di questa proposta sono comunque riusciti a fallire" e, secondo Semyonov, "il loro argomento importante era il riferimento al mio articolo, in cui, come hanno sottolineato, il lavoro di Stalin è stato completamente smentito".